# 达克布·罗桑图布丹嘉木苏
达克布·罗桑图布丹嘉木苏（1747年—1807年）即温都尔葛根，俗名元丹忠乃，蒙古族，内蒙古阿拉善旗人，第二世达克布活佛。

## 生平
生于1747年阴历四月初八日，是阿拉善旗镇国公贡其格和夫人布拜之子。经阿旺多尔济确认为仓央嘉措的转世灵童，并亲自担任其经师。5岁时，被迎请至潘代加木草林寺坐床，潘寺1757年迁至新址即南寺（广宗寺）后，又被迎请至南寺坐床。后来，他赴西藏学经，接受教法传承，获班禅授予“伊拉古克桑班迪达贡卓诺门汗”封号。他还曾赴北京参加洞礼年班，获清朝授予“达克布呼图克图”封号。
他善绘佛像。南寺及其子庙曾供奉其亲手绘制的七轴护法女神拉姆唐卡。在瞻卯山人工开凿的金刚菩萨洞内，曾有其亲手绘制的多种神佛大型画。
1807年阴历二月十七日，罗桑图布丹嘉木苏圆寂，享年61岁。后人造出了与其身量相仿的镀金铜像，内藏其灵骨，供奉在南寺的大经堂阁楼。

## 著作
其著作有根据阿旺多尔济的《仓央嘉措传》改为偈颂体的《传记祈愿颂》、《哦字格言》以及其他零散著作。南寺的版库曾存有其画的十块佛像刻版。